# 2011-es női sakkvilágbajnokság
A 2011-es női sakkvilágbajnokság párosmérkőzése 2011. november 13–30. között Albániában, Tiranában került megrendezésre. A regnáló világbajnok kínai Hou Ji-fan a Grand Prix sorozatot is megnyerte, ezért kihívója a 2009–2011-es Grand Prix sorozat 2. helyezettje, az indiai Kónéru Hanpi volt. A világbajnok megvédte címét, miután a 10 játszmásra tervezett párosmérkőzésen 5,5–2,5 arányú győzelmet aratott.

## A Grand Prix sorozat
2010 óta évente rendezik meg a sakkvilágbajnokságot. Páros években a kontinensbajnokságokról és a zónaversenyekről továbbjutó, valamint az Élő-pontszám szerinti 64 legerősebb játékos között kieséses rendszerű párosmérkőzések sorozata után dől el a világbajnoki cím sorsa. Páratlan években a világbajnok kihívója az a játékos, aki a hat versenyből álló Grand Prix sorozatot megnyeri.
A Grand Prix sorozatban résztvevő 18 játékos kiválasztása különböző módokon történhet, de mindenképpen a világ 18 legerősebb játékosa vesz részt a küzdelmekben, beleértve a regnáló világbajnokot is. A Grand Prix sorozat egyes versenyein az első helyezett 160, a második 130, a harmadik 110, a negyedik 90 pontot kap, majd további helyezésenként 10-10 ponttal kevesebbet. Holtverseny esetén a megfelelő helyezésekért járó pontszámot összeadják, és elosztják a holtversenyben álló versenyzők között.

### A 2009–2011-es Grand Prix sorozat résztvevői
A 2009–2011-es Grand Prix sorozatra az alábbiak kaptak meghívást:
- a 2010-es női sakkvilágbajnokság világbajnokjelölti versenyének két döntőse;
- a 2007. október és 2008. október közötti átlagos Élő-pontszám szerinti hat legerősebb játékos;
- a Nemzetközi Sakkszövetség (FIDE) elnöke által kijelölt két játékos a világranglista első 40 helyezettje közül;
- minden versenyen a szervezők által kijelölt egy játékos, akinek legalább 2300 Élő-pontja van.

A meghívott versenyzők között szerepelt Élő-pontszámuk alapján Polgár Judit és Polgár Zsuzsa is, ők azonban visszamondták a részvételt. Polgár Judit egyszer sem vett részt a női világbajnokság küzdelmeiben, és ehhez ezúttal is tartotta magát; Polgár Zsuzsa az 1999-ben tőle adminisztratív eszközökkel elvett világbajnoki cím miatt nem indult. A meghívás ellenére nem vett részt a Grand Prix sorozaton Alekszandra Kosztyenyuk exvilágbajnok sem.

### A Grand Prix sorozat versenyei
A 2009–2011-es Grand Prix sorozat versenyei az alábbi helyszíneken zajlottak:
- Isztambul (Törökország), 2009. március 7–19.
- Nanking (Kína), 2009. szeptember 28.–október 10.
- Nalcsik (Oroszország), 2010. április 26.–május 7.
- Jermuk (Örményország), 2010. június 24.–július 5.
- Ulánbátor (Mongólia), 2010. július 30.–augusztus 11.
- Doha (Katar), 2011. február 23.–március 5.

### A Grand Prix versenysorozat eredménye
A versenyeken elért eredmények alapján a résztvevők az alábbi pontokat gyűjtötték:
| Versenyző            | Ország        | Isztambul | Nanking | Nalcsik | Jermuk | Ulánbátor | Doha | Összpont |
| -------------------- | ------------- | --------- | ------- | ------- | ------ | --------- | ---- | -------- |
| Hou Ji-fan           | Kína          | 120       | –       | 130     | (70)   | 160       | –    | 410      |
| Kónéru Hanpi         | India         | 160       | –       | (70)    | –      | 93        | 145  | 398      |
| Nana Dzagnidze       | Grúzia        | –         | 130     | 100     | 160    | –         | (80) | 390      |
| Tatyjana Koszinceva  | Oroszország   | –         | –       | 160     | 130    | 93        | –    | 383      |
| Elina Danielian      | Örményország  | 120       | –       | (10)    | 93     | –         | 145  | 358      |
| Csao Hszüe           | Kína          | 90        | 110     | (40)    | –      | 93        | –    | 293      |
| Hszü Jü-hua          | Kína          | –         | 160     | –       | (30)   | 60        | 55   | 275      |
| Marie Sebag          | Franciaország | 80        | 80      | –       | –      | (30)      | 110  | 270      |
| Antoaneta Sztefanova | Bulgária      | 45        | –       | –       | 93     | 130       | (20) | 268      |
| Pia Cramling         | Svédország    | 65        | –       | 100     | (55)   | –         | 80   | 245      |
| Lilit Mkrtchian      | Örményország  | –         | 80      | 40      | 93     | –         | (35) | 213      |
| Maia Csiburdanidze   | Grúzia        | 45        | –       | –       | (40)   | 70        | 80   | 195      |
| Batkhuyag Munguntuul | Mongólia      | –         | 60      | 70      | –      | (20)      | 55   | 175      |
| Sen Jang             | Kína          | (25)      | 60      | –       | 55     | 45        | –    | 160      |
| Csu Csen             | Kína          | –         | 30      | 70      | –      | 45        | (10) | 145      |
| Martha Fierro        | Ecuador       | 65        | 20      | –       | (10)   | –         | 35   | 120      |
| Kovanova Baira       | Oroszország   | –         | 40      | 40      | 20     | –         | –    | 100      |
| Csü Ven-csün         | Kína          | –         | 80      | –       | –      | –         | –    | 80       |
| Betul Cemre Yildiz   | Törökország   | 10        | 10      | 20      | –      | (10)      | –    | 40       |
| Zeinab Mamedjarova   | Azerbajdzsán  | 25        | –       | –       | –      | –         | –    | 25       |

### A Grand Prix versenysorozat játszmái
- A 2009–2011 női Grand Prix versenysorozat játszmái

## A világbajnoki döntő

### Az egymás elleni eredmények
A mérkőző felek egymás elleni eredményei a világbajnoki döntő előtt Hou Ji-fan előnyét mutatták, a 16 játszmából 8-at nyert, 6 végződött döntetlenül, és csak kettőt vesztett el.
|                                                   | Hou Ji-fan | Döntetlen | Kónéru Hanpi | Összesen |
| ------------------------------------------------- | ---------- | --------- | ------------ | -------- |
| Hou Ji-fan (világossal) – Kónéru Hanpi (sötéttel) | 5          | 2         | 0            | 7        |
| Kónéru Hanpi (világossal) – Hou Ji-fan (sötéttel) | 3          | 4         | 2            | 9        |
| Összesen                                          | 8          | 6         | 2            | 16       |

A világranglistán Kónéru Hanpi ebben az időben a 2., Hou Ji-fan a 3. helyen állt Polgár Judit mögött.

### A döntő szabályai
Az előzetes szabályok szerint a párosmérkőzésen 10 játszmára kerül sor a hagyományos időellenőrzés szabályai szerint, azaz 90 perc áll rendelkezésre az első 40 lépésre, majd 30 perc a játszma befejezéséig, az első lépéstől kezdve lépésenként 30 másodperc többletidővel.
Amennyiben a mérkőzés a 10 játszma alatt nem dől el, akkor a rájátszásra az alábbi szabályok szerint kerül sor:
- További egyenlőség esetén 4 rapidjátszma 25–25 perc játékidővel és lépésenként 10 másodperc többletidővel;
- Ha még mindig egyenlő, akkor 2 villámjátszma 5–5 perc játékidővel  és lépésenként 3 másodperc többletidővel;
- Ha még ekkor sem dőlt el, akkor 1 armageddonjáték, amelyben világosnak 5 perc, sötétnek 4 perc áll rendelkezésére, és döntetlen esetén a sötéttel játszó számít győztesnek.

### A világbajnoki döntő eredménye
A döntő 3. játszmájában Hou Ji-fan szerzett vezetést, majd a 6. és 7. játszmát is megnyerte, ezzel alakítva ki az 5,5–2,5 arányú végeredményt, amely számára a világbajnoki cím megvédését jelentette.
| Versenyző    | Ország | Élő-p. | 1 | 2 | 3 | 4 | 5 | 6 | 7 | 8 | Pont |
| ------------ | ------ | ------ | - | - | - | - | - | - | - | - | ---- |
| Kónéru Hanpi | India  | 2600   | ½ | ½ | 0 | ½ | ½ | 0 | 0 | ½ | 2½   |
| Hou Ji-fan   | Kína   | 2578   | ½ | ½ | 1 | ½ | ½ | 1 | 1 | ½ | 5½   |

### A világbajnoki döntő játszmái
- A 2011. évi Kónéru Hanpi–Hou Ji-fan női sakkvilágbajnoki döntő 8 játszmája